# Antonio Mantovani (tueur en série)
Pour les articles homonymes, voir Mantovani (homonymie).
Antonio Mantovani, né en 1957 à Trevenzuolo (Vénétie) et mort à Saluces le 28 mars 2003, est un tueur en série italien.

## Biographie
Né en 1957 à Trevenzuolo, dans la province de Vérone, Mantovani avait une relation conflicutelle avec sa mère qui l'a envoyé dans un internat quand il avait sept ans.
Pendant son adolescence, Mantovani a commencé à manifester des comportements colériques et sexuellement déviants. À l'âge de quatorze ans, il a abusé d'une enfant de seulement trois ans mais il n'a pas été emprisonné car il était encore mineur. En 1979, il a commis un viol sur la femme d'un ami : il a été arrêté, mais jugé comme malade mental et donc incapable de comprendre ses actions. 
Ensuite, au début des années 1980 il commence à vivre dans les rues de Milan en commettant plusieurs vols. Il était également dépendant à la drogue.

### Les homicides
Le matin du 12 février 1983, le corps sans vie de l'employée de vingt-six ans Carla Zacchi a été retrouvé dans un canal à Rodano. La femme a été battue et étranglée le soir précédent, son tueur a enlevé ses vêtements et a jeté la victime dans un canal.
Le mari de Carla, Raffaele Colaianni, était un cher ami d'Antonio Mantovani. Le soir de l'homicide, Mantovani aurait dû aller dîner avec Colaianni et d'autres amis mais il était absent. Le matin suivant, Colaianni a vu Mantovani avec des blessures aux mains. La police le soupçonne immédiatement et l'arrête. Mantovani admet l'homicide de Carla Zacchi et le justifie en disant que la femme aurait refusé un rapport sexuel après avoir été conduite hors de sa maison sous un faux prétexte. Le 5 décembre 1985, Mantovani a été condamné à 29 ans d'emprisonnement et incarcéré dans la prison d'Opera (Italie).
En 1996, après treize ans d'emprisonnement, Mantovani obtient la permission de sortir de la prison pour travailler dans une agence informatique avant de rentrer en prison le soir pour dormir. Le 6 novembre de la même année, dans une voiture dans la Viale Monza, à Milan, la police trouve le cadavre de Dora Vendola, une détenue en semi-liberté qui avait été étranglée le 31 octobre. Elle connaissait Mantovani, information qui fait de lui le principal suspect : comme Carla Zacchi, Dora Vendola a été étranglée et, le 31 octobre, l'ordinateur sur lequel Mantovani travaillait a été éteint pendant trois heures. Cependant, la police ne trouve pas assez de preuves pour accuser Mantovani d'homicide et la mort de Dora Vendola demeure, encore aujourd'hui, non élucidée.
Entre mars et juin 1997, deux femmes sont tuées à Milan : la première est Simona Carnevale, disparue le 7 mars et jamais retrouvée, et la deuxième est Cesarina De Donato, soixante ans, retrouvée carbonisée dans son lit le 2 juin. De Donato était la femme du frère de Carlo Fermi, compagnon de cellule de Mantovani : Fermi a raconté que Mantovani lui a avoué avoir tué Simona Carnevale et qu'il lui a fait voir le cadavre de la jeune femme de vingt-six ans dans sa voiture. Mantovani est accusé d'avoir tué Simona et Cesarina et arrêté à Clusone le 28 janvier 1998.

### Processus et mort
Le 12 novembre 2001, Antonio Mantovani a été reconnu responsable de la mort de Simona Carnevale et Cesarina De Donato et condamné à la réclusion criminelle à perpétuité. Il s'est toujours déclaré innocent. Un an et quatre mois après le processus, il se suicide dans la prison de Saluces en se pendant dans sa cellule le 28 mars 2003.